# Lisa Lopes
Lisa Nicole Lopes (Philadelphia, 27 mei 1971 – La Ceiba, 25 april 2002), bijnaam Left Eye, was een Amerikaanse zangeres. Ze was een van de leden van de r&b-groep TLC en trad daarnaast solo op.

## Biografie
In 2000 had Lopes samen met Melanie C een nummer-1-hit met Never Be the Same Again. Ook rapte ze mee op nummers van *NSYNC en Donell Jones.
Lopes werd vaak gezien als de creatieve geest achter TLC. Alhoewel ze zelf vrij weinig zong, voegde ze zelfgeschreven raps toe aan nummers als Waterfalls en No scrubs. Daarnaast speelde ze keyboard.
Naast zangeres was Lopes presentatrice van het televisieprogramma The Cut, een voorloper van Idols. De zangeres Anastacia werd derde in dit programma, wat voor haar doorbraak zorgde.
Na de eerste tournee van TLC besteedde Lopes veel tijd aan haar soloalbum. Op dit album stond onder meer een postuum duet met 2Pac.
Lopes was bezig met een tweede soloalbum en een vierde TLC-album toen ze in april 2002 bij een auto-ongeluk in Honduras om het leven kwam. Ze had daar voor haar familie een meditatieve maand georganiseerd. Op dag 29 reed ze zelf toen ze de macht over het stuur verloor. Het ongeluk is gefilmd door de bijrijder. Begin 2009 kwam postuum een tweede soloalbum uit, Eye-Legacy.

## Discografie

### Albums
| Album met eventuele hitnotering(en) in de Nederlandse Album Top 100 | Datum van verschijnen | Datum van binnenkomst | Hoogste positie | Aantal weken | Opmerkingen |
| ------------------------------------------------------------------- | --------------------- | --------------------- | --------------- | ------------ | ----------- |
| Supernova                                                           | 2001                  | -                     |                 |              |             |

### Singles
| Single met eventuele hitnotering(en) in de Nederlandse Top 40 | Datum van verschijnen | Datum van binnenkomst | Hoogste positie | Aantal weken | Opmerkingen                 |
| ------------------------------------------------------------- | --------------------- | --------------------- | --------------- | ------------ | --------------------------- |
| Never be the same again                                       | 2000                  | 08-04-2000            | 1(2wk)          | 15           | met Melanie C / Alarmschijf |
| The block party                                               | 2001                  | 13-10-2001            | 30              | 4            |                             |
| Let's just do it                                              | 2008                  | 10-2008               |                 |              | met Missy Elliott           |

| Single met hitnotering(en) in de Vlaamse Ultratop 50 | Datum van verschijnen | Datum van binnenkomst | Hoogste positie | Aantal weken | Opmerkingen   |
| ---------------------------------------------------- | --------------------- | --------------------- | --------------- | ------------ | ------------- |
| Never be the same again                              | 2000                  | 08-04-2000            | 4               | 17           | met Melanie C |

- Bibsys: 1096260
- Bibliothèque nationale de France: cb14027384h (data)
- Gemeinsame Normdatei: 135159776
- International Standard Name Identifier: 0000 0000 5196 4214
- Library of Congress Control Number: no00023045
- MusicBrainz: 42645d41-cb2b-43d9-8996-8ee4b637e7d1
- Virtual International Authority File: 74051013
- WorldCat: E39PBJg4rPGTVDjkf6pCGbxkXd